# Народная игра
Наро́дная игра́ (фольклорная, традиционная) — игра, характерная для данного народа и считается таковой национальным сознанием. Виды игр: дворовая и комнатная, подвижная, спортивная, детская, юношеская, музыкальная, речевая, хороводная, фокус, ролевая игра и другие. В более широком смысле к ним также относят и традиционные забавы и развлечения (ходули, различных типов качели, катание с горки), народные упражнения и состязания (метание камня или палки, прыжки, борьбу, скачки), игры с традиционными игрушками, а также игровой фольклор, сопровождающий народные игры и празднично-игровое поведение в целом.
Признаки народности:
- распространённость на значительной части территории, среди разных слоёв и сословий;
- традиционность, то есть передача от поколения к поколению;
- использование в традиционной бытовой культуре, в обрядах, на праздниках, во время народных гуляний;
- наличие различных вариантов в разных местностях;
- признание большинством разных слоёв населения характерной для своего народа[2].

Традиционные и современные народные игры составляют основу празднично-игровой культуры народов мира. Народная игра находит отражение в устном народном творчестве, авторской литературе и живописи. Наиболее популярные народные игры могут получить официальный статус «национальной игры», например: городки у русских, трынта у молдаван, лело у грузин, улак у киргизов, маамыкта у якутов.